# Споменик „Пут 1300 каплара”
Споменик „Пут 1300 каплара” се налази у Крагујевцу, на територији Шумарица поред пута за Горњи Милановац.
Подигнут је поред пута којим су у Првом светском рату четири чете Скопског ђачког батаљона 18. новембра 1914. године кренуле на распоред Првој српској армији. То су били ђаци поднаредници, упућени на фронт како би повратили морал исцрпљеној и десеткованој српској војсци и заменили изгинуле старешине.